# Tänzerin von Pergamon

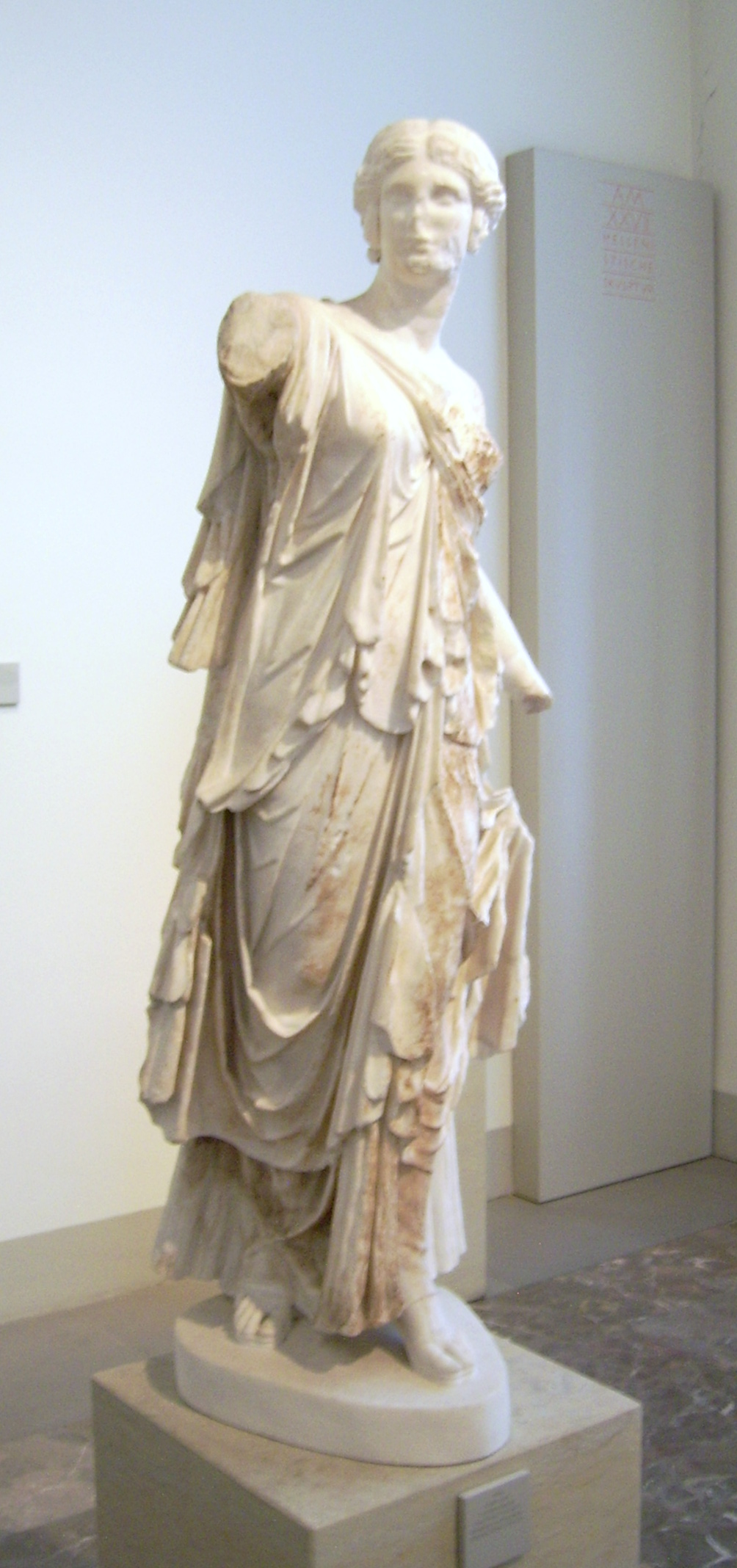
Die Tänzerin von Pergamon in der bis 2010 bestehenden Aufstellung im Pergamonmuseum

Als Tänzerin wird eine hellenistische Mädchenstatue aus Pergamon bezeichnet, die sich heute in der Antikensammlung Berlin befindet.
Die sogenannte Tänzerin wurde im März 1886 bei den deutschen Ausgrabungen in Pergamon in einem der beiden Gelageräume des Palastes V gefunden. Die Angaben zu den Fundumständen im Grabungstagebuch sprechen für den Gelageraum mit dem Hephaistion-Mosaik. Sie kam danach in die Berliner Antikensammlung (Inventarnr. AvP VII 43), wo sie bis 2010 in der Dauerausstellung im Pergamonmuseum zu sehen war. 2011/12 war die Statue aus weißem, transparenten Marmor in der Sonderausstellung Pergamon – Panorama der antiken Metropole zu sehen. 

## Beschreibung
Das junge Mädchen vermittelt den Eindruck, mit dem nach vorn gesetzten linken Bein voranzuschreiten. Der Körper ist schlank und etwas überlängt. Der rechte Arm ist erhoben. Er war als separat gefertigtes Teil angesetzt und ist nicht erhalten. Der linke Arm ist nach unten gehalten, die Hand rafft leicht das Gewand. Die Hand und ein Teil des Unterarms sind ebenso wenig erhalten wie die Statuenbasis und die Füße, die durch eine Neuschöpfung aus Kunstmarmor ersetzt wurden. Gewand und Gesicht sind in Teilen beschädigt, Nase und mehrere Stücke der Gewandfalten fehlen. Das Mädchen trägt mehrere hauchdünne, wie nass wirkende Gewänder, die zum Teil eng am Körper anliegen, zum Teil Falten in tiefer Staffelung bilden. Die unterste Schicht wird von einem Ärmelchiton mit sehr feinen Falten gebildet, darüber trägt sie ein ärmelloses weiteres Gewand. Sein feiner, rieselnder Stoff wird an Hals und Schultern von einem breiten Keder eingefasst. Oberste Schicht ist der sehr stoffreiche Mantel, der in breiten, tiefen Falten fällt. Er geht von der rechten Schulter aus, lässt die linke Schulter und die linke Brust frei und erinnert in seiner Gestaltung an Schrägmäntelchen archaischer Koren aus dem 6. Jahrhundert v. Chr. Die Gewänder unterstützen eher die Dynamik der Statue, als dass sie diese kaschieren. Der Schöpfer der Statue spielte mit verschiedenen Gegensätzen, etwa mit dem gespreizten Stand einerseits, mit den durchgedrückten Knien und der Torsion des Oberkörpers andererseits. Auch wird den abgezirkelten Formen des archaisierenden Gewandes mit seinen gesteppten Faltenwürfen und eng anliegenden Stoffpartien an den Beinen mit dem üppig-voluminösen, nach hinten ausschwingenden Mantel eine gänzlich andere Stofflichkeit gegenübergestellt. Dieses Spiel mit Gegensätzen setzt sich in Kopf und Gesicht fort. So wirkt das Gesicht mit seinen schwellenden Wangen, seinen tief liegenden Augen und dem kleinen, vollen Mund sehr weich, ebenso die gewellte Langhaarfrisur, bei der Stirn- und Schläfenhaare von einem Band gehalten werden. Dem antworten im Nacken und vor den Ohren starre Spirallocken, die in ihrem Archaismus wie ein Rahmen wirken.

## Einordnung
Die Statue, die aus stilistische Gründen in den Zeitraum zwischen 150 und 125 v. Chr. datiert wird, ist 120 Zentimeter hoch, ohne Plinthe 114 Zentimeter, der Kopf 14,5 Zentimeter. Die damit unterlebensgroße Statue ist ein Beispiel für den Ausstattungsluxus der pergamenischen Paläste. Die archaische Darstellungsweise ist beabsichtigt, sie erinnert an die Anmut, die „Charis“ der Dargestellten, außerdem war es zu dieser Zeit üblich, im dionysischen Rahmen – und die Aufstellung im Gelageraum spricht für einen solchen – archaisierende Formen zu verwenden. Durch die fehlenden Attribute kann über die Verwendung nur eine Vermutung angestellt werden. Schon Heinrich Bulle glaubte durch Vergleiche mit der Leuchtenträgerin aus dem Schiffsfund von Mahdia und aus dem Fund einer Leuchtenträgerin in Boscoreale den Schluss ziehen zu können, dass es sich auch hier um eine Leuchtenträgerin handelt, die im ausgestreckten rechten Arm eine Fackel hielt. Diese Ansicht hat sich weitestgehend durchgesetzt, auch wenn es unter den anderen erhaltenen archaisierenden Statuen keine Parallelen gibt. Die Statue wurde schon in der Antike beschädigt, sei es durch Kriegswirren oder durch Erdbeben. Deshalb gibt es heute einige Kuriosa in der Gestaltung. So sind die Nackenhaare auf der linken, auf der Blickseite, kurz. Auf der rechten Seite gibt es die typologisch korrekten langen Spirallocke. Es ist anzunehmen, dass die linke Seite in dieser Form durch eine sekundäre, antike Bearbeitung zustande kam.